# Las Hacheras
Las Hacheras es una localidad argentina, ubicada en el departamento General Güemes, en el norte de la Provincia del Chaco. Depende administrativamente del municipio de Miraflores, de cuyo centro urbano dista 33 kilómetros.
En la zona viven unas 200 familias, algunas de las cuales producen miel. Es un importante centro de población wichí. En 2010 no fue censada como población agrupada.
Se ubica a 27 km del acceso al Parque nacional El Impenetrable, siendo la última parada sobre una ruta provincial, por lo que el paraje se considera muy importante para el turismo hacia el espacio protegido. Se espera un desarrollo de la zona por este atractivo turístico. Cerca de ella se encuentra el sitio arqueológico El Pelícano, de una población aborigen probablemente vinculada a la antigua ciudad de Concepción del Bermejo.

## Vías de acceso
Se encuentra sobre la Ruta Provincial 9, eje troncal de toda la zona norte de la provincia. La ruta llega con pavimento hasta Miraflores. En octubre de 2020 se licitó la pavimentación de 31 kilómetros que brindarían acceso pavimentado a Las Hacheras.

## Infraestructura
Cuenta con un centro de salud, destacamento policial, un salón de usos múltiples y una escuela, pero no cuenta con agua potable. Desde 2020 cuenta con acceso a Internet mediante un radioenlace.